# Magny (Yonne)
Pour les articles homonymes, voir Magny.
Magny est une commune française située dans le département de l'Yonne en région Bourgogne-Franche-Comté.

## Géographie

### Localisation
Magny est une commune de l'Avallonnais  jouxtant par l'est Avallon, aux portes du Morvan.
Elle se trouve dans le parc naturel régional du Morvan, et fait partie de l'aire d'attraction d'Avallon, ainsi que de la zone d'emploi et du bassin de vie de cette ville

### Communes limitrophes
Les communes limitrophes sont  Avallon, Cussy-les-Forges, Guillon-Terre-Plaine, Saint-Brancher, Saint-Germain-des-Champs et Sauvigny-le-Bois.

### Géologie et relief
La superficie de la commune est importante, avec ses 30,75 km2 ; son altitude varie de 200  à   381 mètres.

### Hydrographie

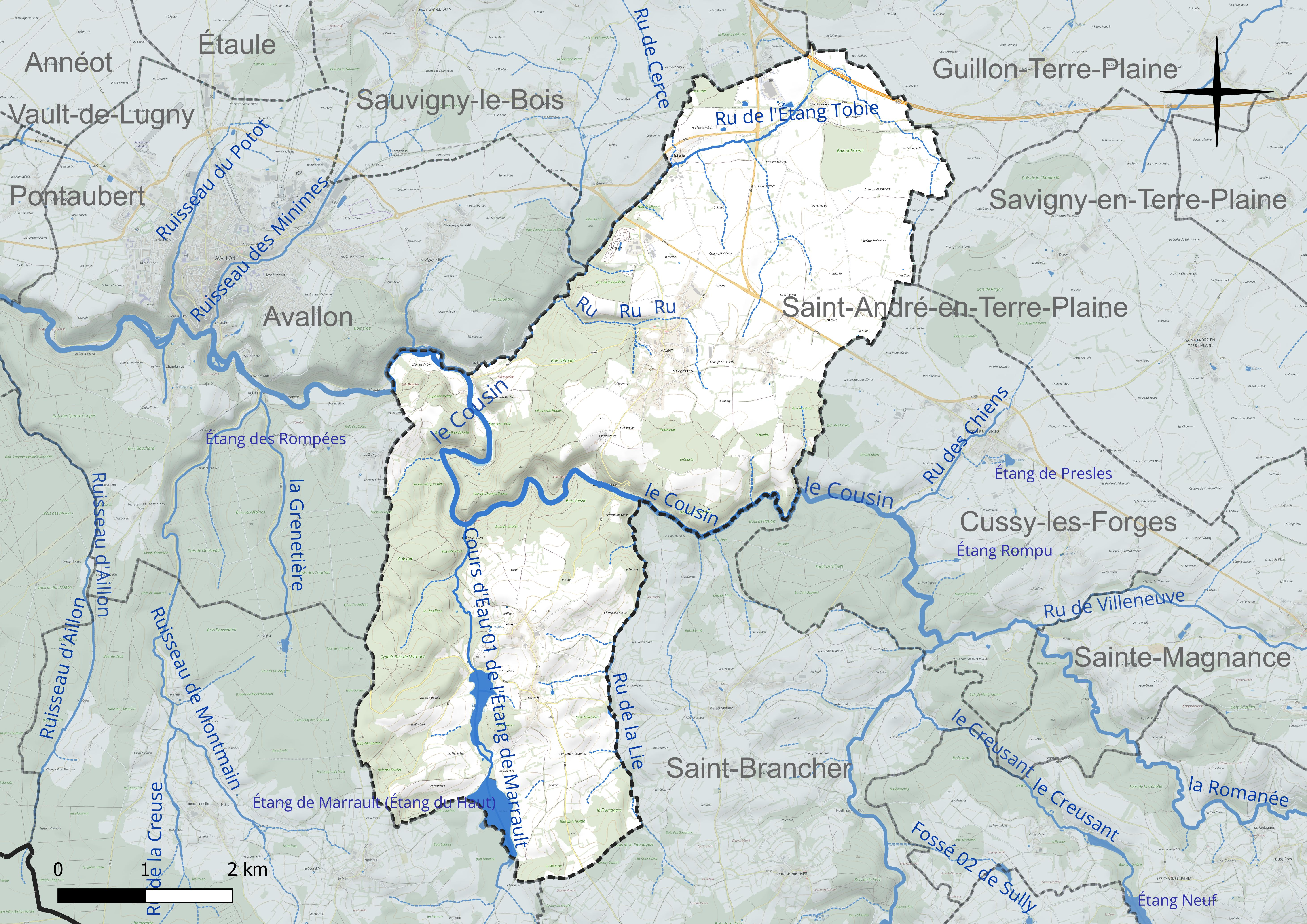
Carte hydrographique de la commune.

Magny est drainée par le Cousin, ainsi que par des ruisseaux comme le Ru de l’Étang Tobie et le Ru de l’Étang de Marrault.

### Climat
Pour des articles plus généraux, voir Climat de la Bourgogne-Franche-Comté et Climat de l'Yonne.
En 2010, le climat de la commune est de type climat des marges montargnardes, selon une étude du Centre national de la recherche scientifique s'appuyant sur une série de données couvrant la période 1971-2000. En 2020, Météo-France publie une typologie des climats de la France métropolitaine dans laquelle la commune est exposée à un climat océanique altéré et est dans la région climatique Lorraine, plateau de Langres, Morvan, caractérisée par un hiver rude (1,5 °C), des vents modérés et des brouillards fréquents en automne et hiver.
Pour la période 1971-2000, la température annuelle moyenne est de 10,3 °C, avec une amplitude thermique annuelle de 15,8 °C. Le cumul annuel moyen de précipitations est de 901 mm, avec 13 jours de précipitations en janvier et 8,6 jours en juillet. Pour la période 1991-2020, la température moyenne annuelle observée sur la station météorologique de Météo-France la plus proche, « St André », sur la commune de Saint-André-en-Terre-Plaine à 6 km à vol d'oiseau, est de 11,3 °C et le cumul annuel moyen de précipitations est de 849,9 mm. 
La température maximale relevée sur cette station est de 41,3 °C, atteinte le 24 juillet 2019 ; la température minimale est de −16 °C, atteinte le 20 décembre 2009,,.
Les paramètres climatiques de la commune ont été estimés pour le milieu du siècle (2041-2070) selon différents scénarios d'émission de gaz à effet de serre à partir des nouvelles projections climatiques de référence DRIAS-2020. Ils sont consultables sur un site dédié publié par Météo-France en novembre 2022.

## Urbanisme

### Typologie
Au 1er janvier 2024, Magny est catégorisée commune rurale à habitat dispersé, selon la nouvelle grille communale de densité à sept niveaux définie par l'Insee en 2022.
Elle est située hors unité urbaine. Par ailleurs la commune fait partie de l'aire d'attraction d'Avallon, dont elle est une commune de la couronne,. Cette aire, qui regroupe 74 communes, est catégorisée dans les aires de moins de 50 000 habitants,.

### Occupation des sols

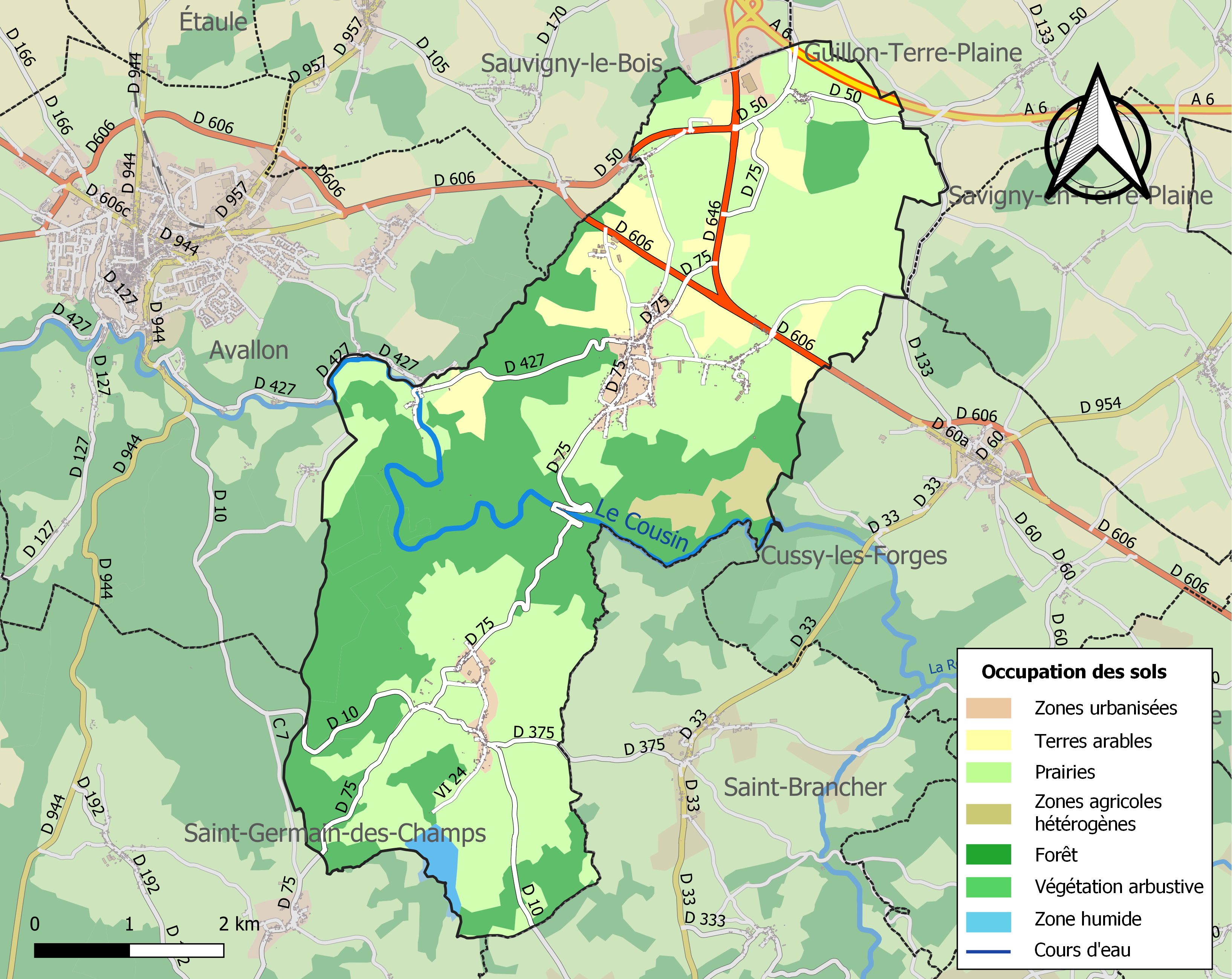
Carte des infrastructures et de l'occupation des sols de la commune en 2018 (CLC).

L'occupation des sols de la commune, telle qu'elle ressort de la base de données européenne d’occupation biophysique des sols Corine Land Cover (CLC), est marquée par l'importance des territoires agricoles (58,9 % en 2018), une proportion sensiblement équivalente à celle de 1990 (59,6 %). La répartition détaillée en 2018 est la suivante : 
prairies (48,8 %), forêts (37,2 %), terres arables (8,2 %), zones urbanisées (2,6 %), zones agricoles hétérogènes (1,8 %), eaux continentales (0,8 %), zones industrielles ou commerciales et réseaux de communication (0,5 %). L'évolution de l’occupation des sols de la commune et de ses infrastructures peut être observée sur les différentes représentations cartographiques du territoire : la carte de Cassini (XVIIIe siècle), la carte d'état-major (1820-1866) et les cartes ou photos aériennes de l'IGN pour la période actuelle (1950 à aujourd'hui).

### Lieux-dits, hameaux et écarts

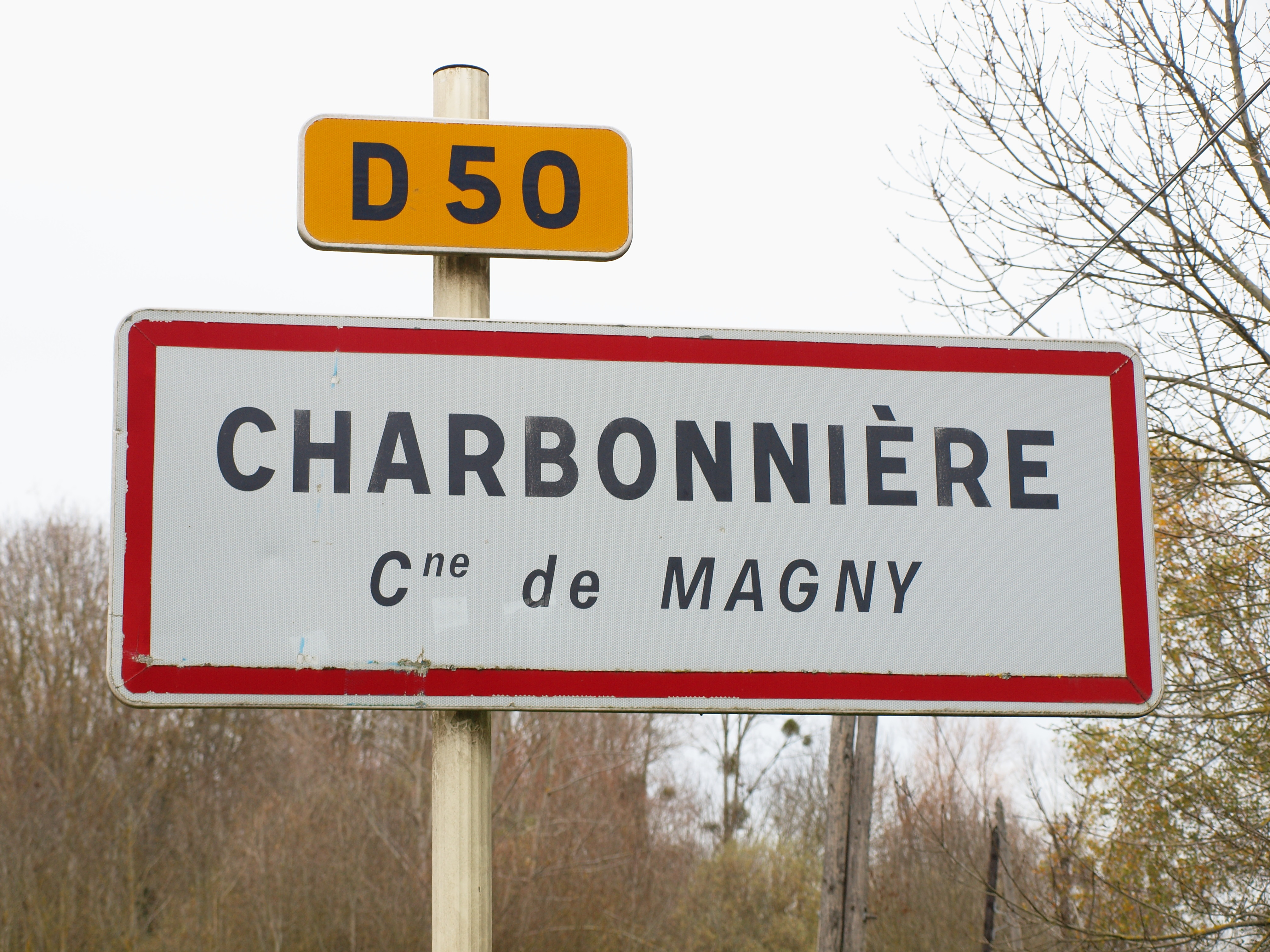
Panneau d'entrée de Charbonnière.

La commune compte cinq hameaux : Charbonnière, Etrée, La Tuilerie partagé avec Sauvigny, Marrault et Méluzien partagé avec Avallon

### Habitat et logement
En 2020, le nombre total de logements dans la commune était de 466, alors qu'il était de 453 en 2015 et de 441 en 2010.
Parmi ces logements, 81,3 % étaient des résidences principales, 11,6 % des résidences secondaires et 7,1 % des logements vacants. Ces logements étaient pour 96,4 % d'entre eux des maisons individuelles et pour 3,6 % des appartements.
Le tableau ci-dessous présente la typologie des logements à Magny en 2020 en comparaison avec celle de l'Yonne et de la France entière. Une caractéristique marquante du parc de logements est ainsi une proportion de résidences secondaires et logements occasionnels (11,6 %) supérieure à celle du département (10,6 %) et à celle de la France entière (9,7 %).
| Typologie                                               | Magny | Yonne | France entière |
| ------------------------------------------------------- | ----- | ----- | -------------- |
| Résidences principales (en %)                           | 81,3  | 77,4  | 82,1           |
| Résidences secondaires et logements occasionnels (en %) | 11,6  | 10,6  | 9,7            |
| Logements vacants (en %)                                | 7,1   | 12    | 8,2            |

## Histoire

### Antiquité
Les origines de ce village sont gallo-romaines (Magniacus) ; la voie romaine d'Agrippa y passe notamment.
Dans les années 1920, l'abbé Parat a mis en évidence la présence de 13 villas gallo-romaines et un atelier de potier. Il y a découvert du mobilier, aujourd'hui en grande partie perdu ou dans des collections privées.

### Moyen Âge
Henri, Évêque d'Autun fait don en 1161 de la chapelle à l'Abbaye de Saint-Martin d'Autun. Possession confirmée en avril 1164, par le Pape Alexandre III, réfugié en France qui reconnaît par une Bulle les possessions de l'Abbaye: " Ecclesiam de Magneio ".

### Révolution française et Empire
La légende voudrait que Napoléon Bonaparte se soit arrêté à l'auberge de la Poste (anciennement à Étrée, hameau de Magny) pour s'y reposer une nuit. En effet, la voie gallo-romaine longeant la commune est restée très fréquentée jusqu'à cette époque.

## Politique et administration

### Rattachements administratifs et électoraux

#### Rattachements administratifs
La commune se trouve dans l'arrondissement d'Avallon du département de l'Yonne
Elle faisait partie depuis 1793 du canton d'Avallon. Dans le cadre du redécoupage cantonal de 2014 en France, cette circonscription administrative territoriale a disparu, et le canton n'est plus qu'une circonscription électorale.

#### Rattachements électoraux
Pour les élections départementales, la commune fait partie depuis 2014 d'un nouveau canton d'Avallon porté de 16 à 27 communes.
Pour l'élection des députés, elle fait partie de la deuxième circonscription de l'Yonne.

### Intercommunalité
Magny était membre de la communauté de communes de l'Avallonnais, un établissement public de coopération intercommunale (EPCI) à fiscalité propre créé fin 1997  et auquel la commune avait transféré un certain nombre de ses compétences, dans les conditions déterminées par le code général des collectivités territoriales.
Conformément aux prescriptions de la loi de réforme des collectivités territoriales du 16 décembre 2010, qui a prévu le renforcement et la simplification des intercommunalités et la constitution de structures intercommunales de grande taille, cette intercommunalité a fusionné avec ses voisines  pour former, le 1er janvier 2014, la communauté de communes Avallon - Vézelay - Morvan, dont est désormais membre la commune

### Liste des maires
| Période                                  | Période                        | Identité             | Étiquette | Qualité                                                                                   |
| ---------------------------------------- | ------------------------------ | -------------------- | --------- | ----------------------------------------------------------------------------------------- |
| Les données manquantes sont à compléter. |                                |                      |           |                                                                                           |
|                                          |                                |                      |           |                                                                                           |
| 1977                                     | 2008                           | Jean-Charles Levêque |           | Président de la CC de l'Avallonnais (1999 → 2008) Chevalier de l'Ordre national du Mérite |
| 2008                                     | 2014                           | Philippe Patouret    |           |                                                                                           |
| 2014                                     | juin 2023                      | Philippe Lenoir      | SE-DVD    | Cadre Démissionnaire                                                                      |
| juin 2023                                | En cours (au 30 novembre 2023) |                      |           | Agriculteur                                                                               |

## Équipements et services publics

### Enseignement
Les enfants de la commune sont scolarisés avec ceux de Cussy-les-Forges et Sainte-Magnance au sein d'un regroupement pédagogique intercommunal.

## Démographie
L'évolution du nombre d'habitants est connue à travers les recensements de la population effectués dans la commune depuis 1793. Pour les communes de moins de 10 000 habitants, une enquête de recensement portant sur toute la population est réalisée tous les cinq ans, les populations de référence des années intermédiaires étant quant à elles estimées par interpolation ou extrapolation. Pour la commune, le premier recensement exhaustif entrant dans le cadre du nouveau dispositif a été réalisé en 2008.

En 2022, la commune comptait 872 habitants, en évolution de +1,04 % par rapport à 2016 (Yonne : −1,95 %, France hors Mayotte : +2,11 %).
| 1793 | 1800 | 1806 | 1821 | 1831  | 1836  | 1841  | 1846  | 1851  |
| ---- | ---- | ---- | ---- | ----- | ----- | ----- | ----- | ----- |
| 885  | 696  | 915  | 942  | 1 028 | 1 016 | 1 064 | 1 107 | 1 169 |

| 1856  | 1861  | 1866  | 1872  | 1876  | 1881  | 1886  | 1891  | 1896  |
| ----- | ----- | ----- | ----- | ----- | ----- | ----- | ----- | ----- |
| 1 067 | 1 105 | 1 115 | 1 130 | 1 141 | 1 179 | 1 168 | 1 166 | 1 161 |

| 1901  | 1906  | 1911 | 1921 | 1926 | 1931 | 1936 | 1946 | 1954 |
| ----- | ----- | ---- | ---- | ---- | ---- | ---- | ---- | ---- |
| 1 071 | 1 041 | 992  | 835  | 852  | 776  | 806  | 778  | 624  |

| 1962 | 1968 | 1975 | 1982 | 1990 | 1999 | 2006 | 2008 | 2013 |
| ---- | ---- | ---- | ---- | ---- | ---- | ---- | ---- | ---- |
| 636  | 632  | 610  | 642  | 757  | 819  | 810  | 808  | 860  |

| 2018 | 2022 | - | - | - | - | - | - | - |
| ---- | ---- | - | - | - | - | - | - | - |
| 870  | 872  | - | - | - | - | - | - | - |

## Économie
Plusieurs zones d’activité regroupant des entreprises de divers secteurs sont aménagées à Magny,.

## Culture locale et patrimoine

### Lieux et monuments
- Église de Magny, de style roman, fraichement rénovée grâce à un legs privé.
- Lavoir d'Étrée
- Château de Marrault (XVIIIe siècle), sur l'emplacement d'une ancienne forteresse démantelée en 1478. Louis Pasteur y effectua plusieurs séjours.
- Chapelle moderne de style roman catalan, à Marrault
- Moulin où coule le Cousin, à Méluzien.
- Nombreux chemins de randonnée.

### Personnalités liées à la commune
- Paul Antoine Sagot (1821-1888), médecin, chirurgien, explorateur, botaniste et agronome,propriétaire du château de Marrault, y est mort.
- René Vallery-Radot (1853-1933),  écrivain français, gendre de Louis Pasteur dont il a écrit la première biographie, propriétaire du château de Marrault
- Louis Pasteur Vallery-Radot (1885-1970), de l'Académie française,  médecin et homme politique français, biographe de son grand-père Louis Pasteur et éditeur de ses œuvres complète, propriétaire du château de Marrault.

## Pour approfondir